# Josepha Hofer

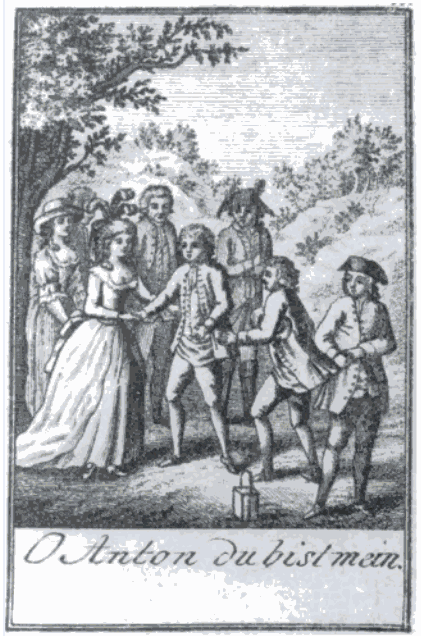
Hofer längst fram till vänster, avbildad under framförandet av Schikaneders Die Zween Anton, 1791.

Maria Josepha Hofer, född Weber, i andra äktenskapet Mayer, född 1761 i Zell im Wiesental nära Lörrach, markgrevskapet Baden-Durlach, död 30 december 1819 i Wien, var en tysk sopran.
Hofer var syster till Constanze Mozart och därmed svägerska till Wolfgang Amadeus Mozart. I uruppsättningen av Trollflöjten (1791) spelade hon Nattens drottning och repriserade även rollen i Schikaneders och Winters Trollflöjten, andra delen (1798). Hon fortsatte att göra rollen fram till 1801.

## Biografi
Josepha Hofer föddes som äldsta dotter till Franz Fridolin Weber, med de yngre systrarna Aloisia, Constanze och Sophie. Kompositören Carl Maria von Weber var son till Fridolin Webers halvbror och därmed döttrarnas kusin. Josepha växte huvudsakligen upp i Mannheim. Familjen turnerade med Aloisia, som sågs som den mest talangfulla av döttrarna, och slog sig senare ned i München och Wien. Josepha gjorde många sopranroller där, bland annat i Oberon, König der Elfen (1789) av Paul Wranitzky.
Josepha Hofer var gift två gånger, första gången 21 juli 1788 i Stefansdomen med musikern Franz de Paula Hofer (1755–1796). Franz Hofer var violinist i Stefansdomen och vid det kejserliga hovet. Andra gången gifte hon sig 23 december 1797 med sångaren och regissören Sebastian Mayer (1773–1835), som övertog rollen som Sarastro i Trollflöjten efter Franz Xaver Gerl och även spelade Pizarro vid uruppförandet av Beethovens opera Leonore (1805).
År 1805 lämnade hon scenen och var därefter bosatt med sin man i Wien, där hon avled av slaganfall 30 december 1819.